# 1647 Менелај
1647 Менелај (енгл. 1647 Menelaus) је Јупитеров тројански астероид чија средња удаљеност од Сунца износи 5,232 астрономских јединица (АЈ).
Апсолутна магнитуда астероида је 10,3.